# L'ultimo testimone (Bassi Maestro)
L'ultimo testimone è l'ottavo album da solista del rapper Bassi Maestro, uscito il 19 novembre 2004.
A differenza degli album precedenti, L'ultimo testimone ha una sonorità più vicina alla musica pop e i testi sono più sperimentali; un esempio di ciò è la traccia Fonzie.
In Capirai, Bassi Maestro sperimenta un testo d'amore. The Fish vira verso le sonorità da club che caratterizzano il gusto del periodo; altri esperimenti sono quello dell'elettrofunk di Mostra un po' d'amore e del ritmo vagamente latino di Non importa.

## Tracce
1. Per me (produzione Bassi Maestro)
2. Fuori dal coro feat. CDB (produzione DJ Zeta)
3. Live mc's (produzione Bassi Maestro)
4. Lo stesso posto (produzione FT3)
5. Sono io feat. Mondo Marcio (produzione Jack the Smoker)
6. Fonzie (produzione Bassi Maestro)
7. Dangerous feat. Club Dogo, Mondo Marcio (produzione Mr. Phil)
8. L'ingranaggio (produzione Bassi Maestro)
9. The Fish feat. Rido (produzione Fish)
10. Capirai (produzione Rubo)
11. Figli di puttana feat. Jack the Smoker (produzione Mondo Marcio)
12. Yeah feat. CDB, Mondo Marcio (produzione Bassi Maestro)
13. Mostra un po' d'amore feat. Frank Siciliano (produzione Goedi)
14. Non importa (produzione Kup)